# Posidonia ostenfeldii
Posidonia ostenfeldii е вид растение от семейство Posidoniaceae.

## Разпространение
Видът е разпространен в Западна Австралия.